# Adriano Guarnieri (compositore)
Adriano Guarnieri (Sustinente, 10 settembre 1947) è un compositore italiano.

## Biografia
Ha compiuto gli studi musicali al Conservatorio G. B. Martini di Bologna, diplomandosi con il massimo dei voti in Musica corale, sotto la guida di Tito Gotti, e in Composizione, nella classe di Giacomo Manzoni.
Inizialmente ha affiancato all'attività di compositore quella di direttore di ensemble, fondando nel 1975 a Firenze il Nuovo Ensemble Bruno Maderna con cui ha presentato numerose prime esecuzioni in Ungheria, alla Biennale di Venezia, a Milano (Musica nel nostro tempo), Firenze (Estate Fiesolana), per poi dedicarsi esclusivamente alla composizione.
Ha insegnato composizione nei Conservatori di Milano, Firenze, Pesaro e Bologna ed ha tenuto seminari in America.
Nel 2008 è stato nominato Cavaliere D'Ordine al merito della Repubblica Italiana.
In Quare tristis, presentata alla Biennale di Venezia il 1º luglio 1995, si è avvalso della collaborazione di Giovanni Raboni. Partendo da posizioni stilistiche vicine allo Strutturalismo (Musica per un'azione immaginaria a L'art pour l'art entrambe del 1976), ha progressivamente maturato un linguaggio del tutto personale che la critica ha definito «cantabilità metrica», una cantabilità che esclude recuperi melodici o tematici tradizionali in quanto nasce sempre «dentro la galassia del suono», dall'interno della materia sonora. Così pure va letta la veste grafica delle partiture, costellate di indicazioni dinamiche ed agogiche che determinano nel contempo il suono e la forma.
Sul finire degli anni 80 si appassiona alla poesia di Pier Paolo Pasolini, intraprendendo un rapporto che culmina con l'azione lirica Trionfo della notte, andata in scena al Teatro Comunale di Bologna nel 1987 e insignita del Premio Abbiati della critica italiana quale miglior composizione dell'anno. Alla poetica pasoliniana è legato anche Romanza alla notte N. 2 (1988) concerto per violino e orchestra, eseguita a Parma, a Milano, e a Vienna con rimarchevole successo internazionale. A Pasolini è dedicato anche Il glicine (1993) per soprano, voce recitante, flauto e violino amplificati.
Nel 1993 un altro riconoscimento gli viene attribuito dalla città di Montepulciano, il cui Festival gli commissiona l'azione lirica Orfeo...cantando tolse, dieci azioni liriche su testo liberamente tratto dall'Orfeo del Poliziano (1994).
Nel 1995 inizia una lunga collaborazione con il poeta Giovanni Raboni, da questo rapporto nascono, fra gli altri, i titoli Quare tristis e Pensieri canuti e che si estende fino alla realizzazione del testo della Passione secondo Matteo. Alla sua memoria è stato dedicato Nel grave sogno (2005). Quare tristis inaugura la Biennale di Venezia del 1995 dedicata al sacro ("L'ora di là dal tempo"). Pensieri canuti viene presentato al Festival di Salisburgo del 1999 nel quadro del "Progetto Pollini". Segue la Passione secondo Matteo, commissionatagli dalla Scala per il Giubileo del 2000, in cui il testo di Raboni si intreccia con Pasolini e con l'evangelista Matteo; eseguita nella Chiesa di San Marco, suscitò reazioni di profonda partecipazione.
Fondamentale nella sua produzione è l'impiego del live electronics, strumento principe dell'elaborazione e della spazialità del suono, così significativi nella ricerca del compositore. Assistito dal regista del suono Alvise Vidolin, Guarnieri ha composto vere e proprie partiture elettroniche di cui fanno parte l'opera-video Medea  che, andata in scena nell'ottobre 2002 con la regia di Giorgio Barberio Corsetti, ha valso al compositore il secondo Premio Abbiati della sua carriera e Solo di donna, azione lirica in un atto per voce, flauto, arpa e live electronics, presentata l'8 marzo 2004 al Teatro Le Muse di Ancona. Sospeso d'incanto n. 2 (2003) è nato da una commissione di Luciano Berio, cui è dedicato. La suggestione del titolo definisce bene il carattere di entrambi, il poetico indugiare su sonorità visionarie, il dilatarsi in una dimensione davvero "sospesa".
Nel 2003 termina il rapporto editoriale con Casa Ricordi, editore unico di una lunga fase iniziata nel 1975 con Musica per un'azione immaginaria e che si chiude con Solo di donna, azione lirica in un atto per voce, flauto, arpa e live electronics, presentato l'8 marzo 2004 al Teatro delle Muse di Ancona. Nello stesso anno parte un nuovo rapporto editoriale con Rai Trade, che subito si concretizza in un altro lavoro di vaste dimensioni, La terra del tramonto, live-symphony n.1 per grande orchestra, soli strumentali in sala e live electronics. Tra gli altri lavori pubblicati da Rai Trade: Sospeso d'incanto n.2 per pianoforte e live electronics, In Badia fiesolana, Sull'onda notturna del mare infinito e Stagioni per flauto, violino e archi che, inciso per la Tactus, ha riscosso grandi consensi. L'opera Pietra di diaspro per sette soli, sette trombe, sette arpe su nastro, flauto, flauto iperbasso, coro, orchestra e live electronics, su testi dell'Apocalisse e di Paul Celan. L'opera ha visto la sua prima esecuzione al Teatro dell'Opera di Roma nel 2007, per poi essere ripresentata in forma di concerto al Ravenna Festival nello stesso anno.
Nel 2014 inizia una collaborazione con Tempo Reale, il centro fiorentino di ricerca musicale, con il quale realizza un lavoro per pianoforte e live electronics (Sospeso d'incanto n.3) presentato in prima assoluta a Firenze al Maggio Elettrico 2014 e una cantata scenica dedicata ai morti torinesi della Thyssen-Krupp (Lo stridere luttuoso degli acciai), andata in scena presso il Teatro Astra di Torino nel dicembre 2014.
Nel 2015 Guarnieri scrive una nuova opera per Ravenna Festival, dedicata al Paradiso di Dante e in cui, ancora una volta, il ruolo dell'elettronica dal vivo è fondamentale.
Dal 2018 è Presidente Onorario del Teatro lirico sperimentale di Spoleto.

## Opere

### Opere liriche
- Trionfo della notte, commissione Teatro Comunale (Bologna), testo di Pier Paolo Pasolini. Azioni liriche per voci, ensemble vocale e orchestra. Premio Abbiati della critica italiana (1985)
- Orfeo cantando... tolse..., commissione Festival di Montepulciano. Azioni liriche perc voci, voci su nastro e orchestra (1990)
- Medea, commissione Gran Teatro La Fenice, testo di Euripide, Opera video per voci sole, coro, orchestra e live electronics. Premio Abbiati della critica italiana (2002)
- Pietra di diaspro, commissione Ravenna Festival e Teatro dell'Opera di Roma, testo tratto dall'Apocalisse di Giovanni, con liriche di Paul Celan. Opera video per 7 solisti, coro, soli strumentali, orchestra e live electronics (2004)
- Tenebrae, commissione Ravenna Festival e Teatro dell'Opera di Roma, testo di Massimo Cacciari. Per soli, percussioni, vocalisti e orchestra (2005)
- L'amor che move il sole e l'altre stelle, commissione Ravenna Festival e Festival dei Due Mondi, testo tratto dal Paradiso di Dante Alighieri. Per soli, coro e orchestra (2011)
- Fammi udire la tua voce, commissione Teatro di Spoleto, testo tratto dal Cantico dei Cantici. Per quattro voci e orchestra (2015)
- Processo a Costanza, commissione Teatro comunale di Ancona, testo di Silvia Cecchi. Per voce recitante, voci e orchestra da camera (2009)
- Infinita tenebra di luce, commissione Maggio Musicale Fiorentino, testo di Rainer Maria Rilke. Per quattro voci, voce recitante e orchestra da camera (2018)
- Lo stridere luttuoso degli acciai In memoria delle vittime della Thyssenkrupp, commissione Comune di Torino. Per voce solista, attore, voci su nastro e live electronics (2014)
- Nell'alba dell'umano, commissione Accademia Filarmonica di Bologna, testo di Silvia Cecchi. Per voci, attore e live electronics (2014)
- Rasoio di guerra. Melologo per voce recitante e gruppo strumentale da camera (2012)

### Brani sinfonici - Cantate - Oratori
- Giustizia cara. Per due soprani e orchestra sinfonica
- Canzoni dall'Opera Medea. Per voci e orchestra
- Concerto per pianoforte e orchestra
- Concerto N. 1. Per violino e orchestra
- Concerto N. 2 Romanza alla notte. Per violino e orchestra
- Quare tristis, commissione La Biennale di Venezia, testo di Giovanni Raboni. Cantata per soli in sala, soli in scena, quattro tromboni in sala, due orchestre e live electronics
- Pensieri canuti, Festival di Salisburgo Concerti Maurizio Pollini. Cantata per soli, doppio coro in sala e orchestra
- Passione Secondo Matteo, commissione Teatro alla Scala, su testo del Vangelo secondo Matteo. Oratorio per soli strumenti in sala, quattro trombe, piano rialzato e orchestra

### Live Symphony
- La terra del tramonto, live-symphony n.1, commissione Rai Torino. Per orchestra e live electronics
- Live-Symphony n. 2. Per quattro saxofoni ed ensemble
- Live-Symphony n. 3. Per orchestra
- Live-Symphony n. 4, commissione Teatro Comunale (Bologna). Per sola orchestra
- Live-Symphony n. 5. Per sola orchestra
- Alia. Per gran orchestra
- “...il tubare della tortora... non odi?...”, commissione Rai Torino. Per gran orchestra

### Ensemble
- L'art pour l'art?. Per ensemble, Biennale di Venezia (1975)
- Piccola anima, commissione Eco e Narciso, Festival Milano (1988)
- Il glicine, testo di Pier Paolo Pasolini. Per voce ed ensemble
- Pour Franco. Per ensemble, Sale Apollinee Gran Teatro La Fenice
- Al crepitio del sole. Per voce, due tromboni e quartetto d'archi, Teatro Real - Biennale di Venezia (2015)
- Infiniti mondi possibili, commissione Milano Musica. Per ensemble (2014)
- Se questo è un uomo. Per ensemble, Auditorium di Milano
- Solo di donna. Per voce ed ensemble, Teatro delle Muse
- Stagioni. Per flauti ed undici esecutori
- Salmo n. 50. Per orchestra d'archi e coro del Duomo di Milano
- Grido ai miei occhi Sarajevo. Per ensemble (1998)
- Suono a cielo aperto. Per voce ed archi
- Il tremolar del cielo, commissione Società del quartetto di Milano
- La memoria del futuro. Per ensemble
- Mystere, commissione Musica del nostro tempo Milano. Per ensemble

### Elenco cronologico delle opere
(1) Opere edite da Rai Trade, Roma
(2) Opere edite da Casa Ricordi, Milano
(3) Opere inedite
- Excerpts per 11 archi (3) (1974-1977)
- Nafshi per flauto solo con nastro magnetico ad libitum (2) (1975)
- Musica per un'azione immaginaria per quintetto a fiati e nastro ad libitum (2) (1976)
- L'art pour l'art? per quartetto d'archi, nastro magnetico e 8 strumenti (2) (1976)
- Mystère per 7 strumenti (2) (1978)
- Abschied per flauto e arpa (2) (1978)
- Air (Trio n. 2) per 2 violini e viola (2) (1978)
- Recit (Trio n. 1) per pianoforte, viola e violoncello (2) (1978)
- Alia per orchestra (2) (1978)
- Poesia in forma di rosa per 13 strumenti (2) (1979)
- Insonora per viola (2) (1979)
- Arco per violino solo (2) (1979)
- Pierrot Suite per 3 gruppi cameristici (2) (1980)
- Pierrot Pierrot! per flauti, celesta e percussioni (2) (1980)
- Arioso cantabile per flauto, clarinetto, pianoforte e percussioni (2 esecutori) (2) (1982)
- Le notti mie son roche di grida per flauto e arpa (anche celesta o vibrafono o cembalo ad lib.) (2) (1982)
- ...di sussulti e di tremori per pianoforte e orchestra (2) (1982)
- Ein Lied an Gott per soprano, flauto basso (anche ottavino), 2 organi, perc. e gruppo cameristico (2) (1982)
- ...di un pastore errante per piccolo gruppo cameristico (8 esecutori) (2) (1983)
- Romanze zur Nacht (Romanza alla notte n. 1) per violoncello e 11 esecutori (2) (1983)
- Pierrot Suite II per flauto concertante e 16 esecutori (2) (1984)
- E... le ombre fuggano... per 2 flauti (2) (1984)
- Sospeso d'incanto per pianoforte (2) (1984)
- Concerto per violino e orchestra (2) (1985)
- Trionfo della notte. Preludio atto I, per 19 esecutori con percussioni concertanti (2) (1985)
- “...il tubare della tortora... non odi?...” per soprano (fuori scena), perc. concertanti, orch. (2) (1985)
- Trionfo della notte. Azione lirica su testo di Pier Paolo Pasolini (2) (1985), opera
- Passioni perse per flauto e pianoforte (2) (1986)
- Disteso per 8 strumenti (2) (1986)
- Sospeso (Trio n. 3) per flauto, violino e pianoforte (2) (1987)
- Parafrasi: 4ª scena di “Trionfo della notte ” per 2 soprani, tenore, flauto, pianoforte (celesta),percussioni, violoncello (2) (1987)
- “...d'incanto!” per pianoforte solo e nastro “circolare loop” (2) (1988)
- “...dal nulla... al nulla...” (Trio n. 4) per clarinetto basso e 2 percussioni (2) (1988)
- “Velato... del nuovo mistero” per pianoforte e 4 gruppi strumentali con nastro magnetico (2) (1988)
- Romanza alla notte n. 2 (Concerto II) per violino e orchestra (2) (1988)
- Piccola anima per voce recitante, soprano e 7 esecutori (2) (1988)
- “sull'isola della libertà...” per 2 soprani e 12 strumenti (2) (1989)
- Piccola anima. II versione per flauto, pianoforte e soprano (2) (1989)
- “Oltre l'anima tua...” (omaggio a Mozart) per orchestra (2) (1989)
- “perdo il futuro della tua grazia”, per soprano, voce recitante (su nastro), flauto, violino, percussioni (2) (1989-1990)
- “Per Armando” per chitarra sola (2) (1990)
- Giustizia cara... per 3 soprani, voce recitante e orchestra su testi di Pier Paolo Pasolini (2) (1990)
- “...e per lunghi filamenti...” per soprano, pianoforte concertante e 13 strumenti (2) (1991)
- Medea (1991), opera-film per soli, coro e orchestra (prima assoluta: 2002) (2)
- “Elision” per 12 strumenti (9 esecutori) “Omaggio a Charles Ives” (2) (1992)
- Mit Dämpfer per tromba sola in Do e in Si bemolle (2) (1992)
- Preludio alla notte per flauto solo (2) (1992)
- “infinite Risonanze... inquiete...” per chitarra amplificata, nastro e live electronics (2) (1992)
- Trio n. 6 (Omaggio a Camillo Togni nel 70º compleanno) per flauto, violino e percussione (2) (1992)
- Il glicine per soprano, voce recitante, flauto e violino (tutti amplificati) (2) (1993)
- “per il sole... per il cielo... per il mare” ‘liberamente ispirato a Medea, per 2 soprani e quartetto d'archi (2) (1993)
- Orfeo cantando... tolse... 10 Azioni liriche su testo liberamente tratto dall'Orfeo del Poliziano (2) (1994)
- Medea Suite. 6 Canzoni da Medea opera-film per voce leggera e soprano amplificati e orchestra (2) (1995)
- Quare tristis per soli, coro femminile, 2 gruppi strumentali, 2 tube, spazializzazione elettronica (2) (1995)
- Resistenza 1995 per voce femminile amplificata (2) (1995)
- “Grido ai miei occhi, Sarajevo...” per pianoforte amplificato e due pianoforti su nastro (2) (1995)
- Il pianto della scavatrice per voce femminile amplificata, flauto, clarinetto basso, violino e vc (2) (1996)
- Omaggio a Mina 6 canzoni per voce leggera, soprano e orchestra (2) (1996)
- A Giacomo Manzoni o delle dissolvenze sonore per flauto in sol e soprano (amplificati) (2) (1997)
- Blandine Ballata per pianoforte e voci recitanti (2) (1997)
- “... Uno spazio che tremola celeste...” per quartetto d'archi (2) (1997)
- Traviata. Preludio Atto III per quartetto e orchestra d'archi (trascrizione) (2) (1997)
- Pensieri canuti per soli, coro, due ensemble a doppio coro e live electronics (2) (1998)
- “...canto un ricordo...” due canzoni per voce leggera sola amplificata (2) (1998)
- Da questi occhi… per voce femminile amplificata ed ensemble (2) (1998)
- Duo concertante per flauto e violino soli ed ensemble (2) (1998)
- Passione Secondo Matteo, Cantata per soli, coro ed ensemble (2) (1999)
- B.A.C.H. (nel 250º anniversario) per flauto dolce amplificato (2) (2000)
- Medea opera video per soli, voce leggera, coro, orchestra, soli strumentali e live electronics (2) (2000)
- Dedica. Praeludium Es moll per violino, flauto, clavicembalo o pianoforte e violoncello (2) (2000)
- In Badia fiesolana 1980 n. 2, per orchestra da camera (1) (2002)
- Sospeso d'incanto n.1 (con live electronics), per pianoforte e live electronics (1) (2002)
- Grido ai miei occhi Sarajevo, per ensemble con pianoforte, chitarra e basso elettrico concertanti (1) (2002)
- Epifania dell'eterno, per violino solo (1) (2002)
- Suono a cielo aperto, per soprano e archi (1) (2002)
- In Badia fiesolana 1980 n. 1, per ensemble (1) (2002)
- La terra del tramonto Live-Symphony n. 1, per grande orchestra e live electronics (1) (2003)
- Salmo n. 50, per voci bianche e orchestra (1) (2003)
- Stagioni, Dura stagion, dal sole accesa... per flauto, violino e archi (1) (2003)
- Sospeso d'incanto n.2, per pianoforte (1) (2003)
- La città capovolta, per chitarra amplificata e voce recitante (1) (2003)
- Sull'onda notturna del mare infinito, a Roberto Fabbriciani per Flauto contrabbasso e live electronics (1) (2003)
- i fiori del partigiano per chitarra amplificata e voce recitante (2003)
- Solo di donna azione lirica per flauti, arpa, voce femminile, voci su nastro e live electronics (1) (2004)
- La terra del tramonto – Sinfonia breve, per orchestra (1) (2004)
- Se questo è un uomo, su testo di Serena Brioschi, per voce recitante e archi (1) (2004)
- …del mare infinito per flauto basso (1) (2004)
- I fili luccicano, cadenza per violino solo (1) (2005)
- La memoria del futuro, per voce recitante, soprano ed ensemble (1) (2005)
- Pietra di diaspro, per 7 solisti, coro, soli strumentali, orchestra e live electronics (1) (2005)
- Kammersymphonie n. 3 per 4 saxofoni e orchestra da camera (1) (2005)
- Ostinato n. 2 per flauto basso e videoclip (1) (2005)
- Opus 1 per chitarra sola (1) (2005)
- Fili bianco-velati per violino solo (Edizioni Curci/Rai Trade) (2005)
- Opus 2 per saxofono tenore solo (1) (2006)
- Opus 3 per quattro saxofoni (1) (2006)
- Omaggio a Raboni per flauto solo (1) (2006)
- Live-Symphony n. 4 per orchestra (1) (2006)
- Rasoio di guerra melologo per sei strumenti e voce recitante (2007)
- Lo spirito del vento (Blues in memoriam) per 11 strumenti (2009)
- Sopra un alto monte, per ensemble vocale e due strumenti (2009)
- Processo a Costanza, opera da camera per voci e strumenti (2009)
- Epifania dell'eterno per violino e live electronics (2009)
- Memoria del futuro per voce recitante e 8 strumenti "revisione del 2009" (2009)
- Tenebrae[8] Opera video per soli su nastro, soli in sala, tre voci soliste, ensemble strumentale e live electronics, Su testi di Massimo Cacciari - Martin Heidegger, Georg Trakl (2010)
- Eceba per flauto e clavicembalo (2010)
- Sequenza Prima per chitarra (2011)
- Infiniti universi, multiversi per ensemble elettrico (2011)
- Il volto mutevole del cielo per 6 strumenti (2012)
- … l'alba dei suoni … (a Mario Messinis) per flauto, clarinetto, violino, viola, violoncello, percussioni, pianoforte, live electronics (2012)
- Rilke Lieder per soprano e pianoforte (al Duo Alterno) (2012)
- Al crepitio del sole...l'inatteso vocio di silenzi cantata da camera per soprano, quartetto d'archi e 2 tromboni laterali, su testi di Dino Villatico (2012)
- Lo stridere luttuoso degli acciai cantata scenica su testo di Giorgio Luzzi per soli, ensemble e live electronics (2013)
- Lassù..le stelle si accorgano di te... trio per pianoforte, violino e violoncello (2013)
- Sospeso d'incanto n.3 per pianoforte e live electronics (2014)
- L'amor che move il sole e l'altre stelle Opera Video per 3 soli, 5 vocalisti, coro, ensemble strumentale e live electronics (2015)
- Ostinato n.5 per flauto iperbasso, flauti e live electronics (2015)
- Elegia Pour Franco per ensemble (2017)
- Fammi udire la tua voce azioni liriche per voci ed ensemble (2017)
- Il tempo del cantare per flauto e live electronics (2017)
- Live-Symphony n. 5 per grande orchestra (2017)
- “Fammi udire la tua voce” per quattro voci ed orchestra da camera. Azione lirica liberamente tratta dal Cantico dei Cantici (2017)
- Infinita tenebra di luce su testo di Rainer Maria Rilke per 4 voci, un attore ed orchestra. Ispirata dal libro di Massimo Cacciari "L'Angelo necessario" (2018)
- “…dissolto nella notte…” leggenda per pianoforte e live electronics (2018)
- “ Ostinato n. 6” per tre pianoforti e live electronics (2019)
- “ Tagli di luce” (Omaggio a Lucio Fontana)  Brano sinfonico per sola orchestra (2021)
- “ Triplum” Concerto per tre pianoforti ed orchestra (2021)
- “ Il tempo del cantare”  Brano per flauto ottavino e live electronics (2022)
- “ In una notte stellata”: 6. concerto per sola orchestra (2022)
- “ A loro, nel gelido crepuscolo dell'aurora”  Requiem per l'80° anniversario dell’Eccidio di Marzabotto per soli, coro, orchestra, 8 trombe soliste (2024)

## Premi e riconoscimenti
- Premio Abbiati dell'Associazione Nazionale Critici Musicali per la Migliore novità dell'anno con l'opera Trionfo della notte (1987)
- Premio Città di Montepulciano "miglior composizione del festival" in occasione dei festeggiamenti del "Genius Loci" Poliziano, nel 500º della nascita, per l'opera Orfeo cantando... tolse... (1994)
- Premio Abbiati dell'Associazione Nazionale Critici Musicali per la Migliore novità dell'anno con l'opera Medea (2002)
- Lauro Dantesco "ad honorem" città di Ravenna (2015)
- Premio Monini alla carriera città di Spoleto (2017)
- Premio Rosa Camuna Regione Lombardia "un grande compositore del Novecento il cui prestigio è riconosciuto anche all'estero." Milano (2018)

## Discografia
| Titolo                                                                                         | Autori            | Interpreti | Anno | Etichetta                                     |
| ---------------------------------------------------------------------------------------------- | ----------------- | --- | ---- | --------------------------------------------- |
| Dal nulla al nulla                                                                             | Adriano Guarnieri | Rocco Parisi (clarinetto basso) | 1988 | Edizione non commerciale                      |
| Romanza Alla Notte N.2                                                                         | Adriano Guarnieri | Orchestra Sinfonica Dell'Emilia Romagna "Arturo Toscanini" | 1991 | Fonit Cetra CDC 61                            |
| Romanza alla notte n.2 (Concerto II)                                                           | Adriano Guarnieri | Carlo Chiarappa (violino), Giampiero Taverna (direttore), Orchestra Sinfonica Dell'Emilia Romagna Arturo Toscanini | 1991 | Nuova Fonit Cetra CDL 61                      |
| Preludio alla notte                                                                            | Adriano Guarnieri | Annamaria Morini (flauto) | 1992 | BMG Ricordi Fonit Cetra CDC 502               |
| Preludio alla notte;...del mare infinito                                                       | Adriano Guarnieri | Annamaria Morini (flauti) | 1992 | Alia Musica                                   |
| Cadenza                                                                                        | Adriano Guarnieri | Annamaria Morini (flauto), Enzo Porta (violino) |      | Contemporaneamente - Edizione non commerciale |
| Omaggio a Mina; Orfeo cantando...tolse                                                         | Adriano Guarnieri | Alda Caiello (soprano), Sonia Visentin (soprano), Michele Marasco (flauto), Elena Casoli (chitarra), Pietro Borgonovo (direttore), O.R.T. Orchestra della Toscana                                                                                   | 1997 | BMG Ricordi                                   |
| Medea                                                                                          | Adriano Guarnieri | Alda Caiello, Antonella Ruggiero, Sonia Visentin, Andrew Watts (voci), Annamaria Morini (flauto), Roberto Fabbriciani (Flauto basso), Pietro Borgonovo (dir.), Orchestra e coro del Teatro La Fenice di Venezia                                     | 2002 | Video RAI Sat                                 |
| Stagioni                                                                                       | Adriano Guarnieri | Annamaria Morini (flauti), Marco Rogliano (violino), Federico Ferri (direttore), Ensemble Respighi | 2005 | Tactus TC 672244                              |
| Classici di Oggi: Stefano Malferrari Pianoforte, Vol. 1                                        | -                 | Stefano Malferrari (pianoforte) | 2006 | EMA Vinci records                             |
| Sull'onda notturna del mare infinito, a Roberto Fabbriciani ne "The flute in the 21st century" | -                 | Roberto Fabbriciani | 2010 | Tactus TC.950601                              |
| Rilke Lieder ne "La voce contemporanea in Italia, Vol. 6"                                      | -                 | Duo Alterno | 2014 | Stradivarius (STR 33976)                      |
| L’amor che move il sole e l’altre stelle                                                       | Adriano Guarnieri | Sonia Visentin (soprano), Claudia Pavone (soprano), Carlo Vistoli (controtenore), Pietro Borgonovo (dir.), Cristina Mazzavillani Muti (regia), Francesco Canavese, Francesco Giomi, Damiano Meacci (regia del suono e live electronics Tempo Reale) | 2016 | EMA Vinci contemporanea                       |
| Nuove musiche per arpa ed elettronica                                                          | -                 | Paola Perrucci (arpa) | 2018 | EMA Vinci records                             |
| Infinita Tenebra di Luce                                                                       | Adriano Guarnieri | Livia Rado, Clara Polito (soprani), Gregory Bonfatti (tenore), Salvatore Grigoli (baritono), Fulvio Cauteruccio (voce recitante), Roberto Fabbriciani (flauto),ContempoArtEnsemble (organico), Pietro Borgonovo (regia)                             | 2018 | EMA Vinci contemporanea                       |
| ... Nel cielo... sconfinato...                                                                 | Adriano Guarnieri | Piero Bonaguri (chitarra) | 2018 | Edizioni Curci                                |